# Райан, Мелисса
Мелисса «Мисси» Райан (англ. Melissa "Missy" Ryan; род. 17 июля 1972, Блумингтон, Индиана), в девичестве Швен (англ. Schwen) — американская гребчиха, выступавшая за сборную США по академической гребле в 1990-х годах. Серебряная и бронзовая призёрка летних Олимпийских игр, обладательница серебряной медали чемпионата мира, победительница многих регат национального и международного значения.

## Биография
Мелисса Швен родилась 17 июля 1972 года в Блумингтоне, штат Индиана.
Заниматься академической греблей начала в 1988 году. Состояла в студенческих гребных командах во время обучения в Джорджтаунском университете и Индианском университете в Блумингтоне. Позже проходила подготовку в Гребном тренировочном центре Соединённых Штатов в Принстоне.
Первого серьёзного успеха на взрослом международном уровне добилась в сезоне 1995 года, когда вошла в основной состав американской национальной сборной и побывала на чемпионате мира в Тампере, откуда привезла награду серебряного достоинства, выигранную в распашных безрульных двойках — пропустила вперёд только экипаж из Австралии.
Находясь в числе лидеров гребной команды США, благополучно прошла отбор на домашние летние Олимпийские игры 1996 года в Атланте — вместе с напарницей Карен Крафт завоевала серебряную олимпийскую медаль в безрульных двойках, уступив в решающем финальном заезде австралийским спортсменкам.
Впоследствии вышла замуж за Тима Райана и на дальнейших соревнованиях выступала под фамилией мужа. Так, в 2000 году в безрульных двойках заняла пятое место на этапе Кубка мира в Люцерне и благодаря череде удачных выступлений удостоилась права защищать честь страны на Олимпийских играх 2000 года в Сиднее. В паре с Карен Крафт пришла здесь к финишу третьей позади команд из Румынии и Австралии — тем самым добавила в послужной список бронзовую олимпийскую медаль. Вскоре по окончании этих соревнований приняла решение завершить спортивную карьеру.
В браке родила троих сыновей. После завершения спортивной карьеры занималась общественной деятельностью, вела работу в Национальном гребном фонде. В разное время проживала с семьёй в Далласе, Джексоне и Санта-Барбаре.